# 大泊市街軌道
大泊市街軌道（おおどまりしがいきどう）とは、かつて樺太大泊郡大泊町の大泊駅から同楠渓町駅の間を結んでいた私鉄である。樺太では唯一の路面電車であり、ガソリンカーで運行されていた。

## 路線
- 路線距離：大泊駅前 - 楠渓町駅前間：3.6km
- 駅数：15（起終点を含む）[1]
- 軌間：762mm
- 電化区間：なし（全線非電化）
- 車両：小型ガソリンカー5両（形式不明、開業当初は3両）

## 沿革
- 1924年10月1日：開業[2]。
- 1928年6月17日：大泊中心部の道路工事のため運行休止。休止中に同区間に路線バスが設定されたことに加え、同区間の道路改修工事が大泊町から樺太庁に移管された影響もあり営業再開断念。

## 駅一覧
大泊駅前 - 商業会議所前 - 宮崎商店前 - 王子通分岐点 - 大泊局前 - 記念館前 - 役場前 - 大泊校下 - 警察所前 - 登記所前 - 紀念橋 - 西本願寺別院前 - 庁病院前 - 谷町入口 - 楠渓町駅前